# Condição de contorno de Neumann
Em matemática, a condição de contorno de Neumann (ou de segundo tipo) é um tipo de condição de contorno, nomeada devido a Carl Neumann.
Quando aplicada a uma equação diferencial ordinária ou parcial, especifica os valores que a derivada de uma solução deve tomar no contorno do domínio. Enquanto a Condição de contorno de Dirichlet especifica o valor da função no contorno, a condição de contorno de Neumann especifica a derivada normal à função no domínio, ou seja, é um fluxo.
No caso de uma equação diferencial ordinária, por exemplo tal como:
{\displaystyle {\frac {d^{2}y}{dx^{2}}}+3y=1}
no intervalo [0,1] as condições de contorno de Neumann tomam a forma:
{\displaystyle {\frac {dy}{dx}}(0)=\alpha _{1}}
{\displaystyle {\frac {dy}{dx}}(1)=\alpha _{2}}
onde α1 e α2 são números dados. 
Para uma equação diferencial parcial em um domínio {\displaystyle \scriptstyle \Omega \subset \mathbb {R} ^{n}} tal como:
{\displaystyle \nabla ^{2}y=0}
onde {\displaystyle \nabla ^{2}} denota o Laplaciano, a condição de contorno de Neumann toma a forma:
{\displaystyle {\frac {\partial y}{\partial n}}(x)=f(x)\quad \forall x\in \partial \Omega .}
Aqui, n denota a normal (tipicamente exterior) ao contorno ∂Ω e f é uma função escalar dada. A derivada normal a qual surge no lado esquerdo é definida como:
{\displaystyle {\frac {\partial y}{\partial n}}(x)=\nabla y(x)\cdot \mathbf {n} (x)}
onde {\displaystyle \scriptstyle \nabla } é o (vetor) gradiente e o ponto é o produto interno com o vetor normal n. 